# Sopwith (відеогра)
Sopwith — shoot 'em up, аркада, створена Девідом Л. Кларком з BMB Compuscience 1984 року. Спочатку була написана для запуску на ПК IBM під MS-DOS. Ігровий процес полягає у пілотуванні біплану Sopwith, і спробах розбомбити ворожі будівлі, уникаючи вогню від ворожих літаків і інших перешкод.

## Ігровий процес
Гра починається на наземній базі (як правило ангар і Злітна смуга). Звідси гравець повинен запустити літак і атакувати цілі. Цей етап може стати проблемою для недосвідчених гравців, бо для того, щоб підняти літак у повітря, потрібна певна швидкість; недостатня швидкість призведе до падіння літака і аварії.
Літак оснащений кулеметом і запасом бомб. Ця зброя може використовуватися, щоб нищити ворожі будівлі і ворожих літаків. Датчики в рядку стану в нижній частині екрану показують життя, паливо, запас бомб і куль.
У Sopwith 2 існують перешкоди у вигляді биків і птахів. Бики просто стоять на землі; якщо гравець врізається в одного з них, або влучає у нього, віднімається 200 очок і літак падає. Птахи становлять більш складну перешкоду: вони рухаються вздовж верхньої частини екрана у зграї, і при пострілі або потраплянні у неї розлітаються на окремих птахів. Потрапляння у птаха спричинить аварію.
Якщо гравцеві вдасться знищити всі ворожі будівлі, літак повертає і відлітає в захід. У Sopwith 1 це кінець гри, але в більш пізніх версіях гра перейде на наступний рівень. У наступних рівнях підвищується швидкість і додаються будівлі, які можуть відкрити вогонь у відповідь.
Бик був включений як жарт і натякає на працівника BMB на прізвисько «Бик» (ака Девід Гроуден).

## Історія
Sopwith був створений для демонстрації мережевої системи «Imaginet», розробленої BMB Compuscience. Девід Л. Кларк, який працював програмістом у BMB, створив Sopwith як багатокористувацьку гру. Мультіплєєрні функції не працюють без обладнання і драйверів Imaginet. Однак, було включено режим одного гравця, коли гравець летить один, або проти літаків, які контролює комп'ютер. Завдяки цьому гра набула широкого поширення, хоча сама система Imaginet не виявилася дуже успішною. У Sopwith 2 додана можливість грати в мультиплеєр через асинхронний послідовний інтерфейс, але це потребує наявності драйверу BMB dictionary (NAMEDEV.SYS) і серійного комунікаційного драйверу BMB (SERIAL.Sys або SERWORK.SYS).
Всі варіанти Sopwith характеризуються чотириколірною графікою CGA. Звук забезпечується динаміком ПК у вигляді музики і звукових ефектів.
С та Асемблер 86 вихідний код Sopwith був випущений у 2000, спочатку під некомерційною ліцензією, але пізніше під ліцензію GPL, на прохання фанатів.
Зважаючи на реліз вихідного коду, SDL Sopwith був написаний як С-портSopwith 2: The Author's Edition, написаного у 2001 Саймоном Ховардом, який використовує бібліотеку Simple DirectMedia Layer для інтерфейсу з графікою і звуковим обладнанням, зберігаючи CGA графіку оригінальної гри. З вихідним кодом цієї версії, SDL Sopwith теоретично може бути скомпільований для будь-якої системи, яка має потрібні SDL бібліотеки, у тому числі не-x86 систем.